# Pecorone
Pecorone, 280 abitanti, posta ad un'altezza di 778 m s.l.m., è una frazione del comune di Lauria in provincia di Potenza: dista dal capoluogo comunale, a cui si arriva tramite la Strada provinciale ex Strada Statale 19 delle Calabrie, circa 3,68 km ; è situata in prossimità dello svincolo di Lauria Nord dell'autostrada A3 Napoli–Reggio Calabria.

## La vecchia stazione

La stazione di Bivio Latronico

Fino alla fine degli anni 70 la frazione di Pecorone era dotata di una stazione ferroviaria chiamata Bivio Latronico, prima ancora Bivio Seluci, situata lungo la vecchia linea a scartamento ridotto Lagonegro-Castrovillari-Spezzano Albanese delle Ferrovie Calabro Lucane. Tale stazione, che seguiva quella di Nemoli e precedeva quella di Pastorella (Lauria), cadde in disuso allorché un cedimento strutturale del viadotto Serra, tra Lagonegro e Rivello, verificatosi a cominciare dal 1952 per una serie di eventi franosi, causò un graduale calo dell'utenza viaggiante, che portò il 1º agosto 1973, anche per il tratto ferroviario compreso tra Rivello e Bivio Latronico, alla sostituzione del servizio di trasporto in treno con quello offerto da una linea di autobus. Lungo il tratto dismesso che da Pecorone si dirige verso la vecchia stazione di Lauria, già privo di rotaie dal 1984 in seguito alla sospensione del servizio (18 giugno 1978) e alla sua soppressione decretata il 20 gennaio 1979, è stato istituito un percorso ciclopedonale di circa 3 km; la vecchia stazione, invece, è stata trasformata in una cappella dedicata alla Madonna di Fátima.